# Armagomphus armiger
Genre
Espèce
Armagomphus armiger est une espèce de libellules (la seule du genre monotypique Armagomphus) de la famille des Gomphidae appartenant au sous-ordre des Anisoptères dans l'ordre des Odonates.

## Répartition
Cette espèce est mentionnée en Australie.